# Золотий м'яч (Бразилія)
«Золотий м'яч» найкращому футболісту року в Бразилії (порт. Bola de Ouro) — щорічна нагорода, яку присуджує провідне футбольне видання Бразилії Placar за сумарними результатами оцінок, що виставляють футболістам протягом року після кожного матчу.

## Список переможців
- 1970:  Франсіско Реєс (Фламенгу)
- 1971:  Дірсеу Лопес (Крузейро)
- 1972:  Еліас Фігероа (Інтернасьйонал)
- 1973:  Агустін Сехас (Сантос)
- 1973:  Атіліо Анчета (Греміо)
- 1974:  Зіку (Фламенгу)
- 1975:  Валдір Перес (Сан-Паулу)
- 1976:  Еліас Фігероа (Інтернасьйонал)
- 1977:  Тоніньйо Серезо (Атлетіку Мінейру)
- 1978:  Пауло Роберто Фалькао (Інтернасьйонал)
- 1979:  Пауло Роберто Фалькао (Інтернасьйонал)
- 1980:  Тоніньйо Серезо (Атлетіку Мінейру)
- 1981:  Пауло Ізідоро (Греміо)
- 1982:  Зіку (Фламенгу)
- 1983:  Роберто Коста (Атлетіку Паранаенсе)
- 1984:  Роберто Коста (Васко да Гама)
- 1985:  Марінью (Бангу)
- 1986:  Карека (Сан-Паулу)
- 1987:  Ренато Гаушо (Фламенгу)
- 1988:  Клаудіо Таффарел (Інтернасьйонал)
- 1989:  Рікардо Роша (Сан-Паулу)
- 1990:  Сезар Сампайо (Сантос)
- 1991:  Мауро Сілва (Брагантино)
- 1992:  Леовежильдо Жуніор (Фламенгу)
- 1993:  Сезар Сампайо (Палмейрас)
- 1994:  Марсіо Аморозо («Гуарані» (Кампінас))
- 1995:  Джованні (Сантос)
- 1996:  Джалмінья (Палмейрас)
- 1997:  Едмундо (Васко да Гама)
- 1998:  Еділсон (Корінтіанс)
- 1999:  Марселінью Каріока (Корінтіанс)
- 2000:  Ромаріу (Васко да Гама)
- 2001:  Алекс Мінейро (Атлетіку Паранаенсе)
- 2002:  Кака (Сан-Паулу)
- 2003:  Алекс (Крузейро)
- 2004:  Робінью (Сантос)
- 2005:  Карлос Тевес (Корінтіанс)
- 2006:  Лукас Лейва (Греміо)
- 2007:  Тьяго Невіс (Флуміненсе)
- 2008:  Рожеріо Сені (Сан-Паулу)
- 2009:  Адріано (Фламенгу)
- 2010:  Даріо Конка (Флуміненсе)
- 2011:  Неймар (Сантос)
- 2012:  Неймар (Сантос)
- 2012:  Роналдінью (Атлетіку Мінейру)
- 2013:  Евертон Рібейро (Крузейро)
- 2014:  Рікардо Гуларт (Крузейро)
- 2015:  Ренато Аугусто (Корінтіанс)
- 2016:  Габріел Жезус (Палмейрас)
- 2017:  Жо (Корінтіанс)
- 2018:  Дуду (Палмейрас)
- 2019:  Габріел Барбоза (Фламенгу)
- 2020:  Клаудінью (Ред Булл Брагантіно)
- 2021:  Галк (Атлетіку Мінейру)
- 2022:  Густаво Скарпа (Палмейрас)
- 2023:  Луїс Суарес (Греміо

Примітка: у 1970 та 1972 роках нагорода «Золотий м'яч» офіційно ще не була затверджена — переможці вказані постфактум.